# جایی در تاریکی
جایی در تاریکی نام یک رمان نوشته والتر دین مایرز نویسنده آمریکایی است.

## داستان
جیمی پسربچه ای است که مادرش را از دست داده و نزد مادربزرگ مادری اش (ماماجین) زندگی می‌کند. یکباره با ورود پدرش که سال‌ها در زندان به سر می‌برده، مسیر زندگی پسرک تغییر پیدا میکند و مجبور به مهاجرت با پدر می شود. این سفر که بیشتر به فرار از ماموران پلیس شباهت دارد، تجربه‌های بسیاری را برای پسرک رقم می‌زند. آشنایی با خانواده پدری و نیز گذشته پدر و خلق و خویش ، کم کم پسرک را به پدر رنج کشیده اش علاقه‌مند می‌سازد اما ابهام و تاریکی که پدرش داشت، مانع میشد تا پسرک این علاقه را ابراز کند. سرانجام پدر (کرب) از دنیا می‌رود و پسرک با کوله باری از سوالات به خانه مادربزرگ برمی‌گردد.

## نقد
این کتاب در واقع ظلم‌هایی که به سیاهپوستان در آمریکا می‌شود را نشان می‌دهد.